# Finnur Ingólfsson
Finnur Ingólfsson (ur. 8 sierpnia 1954 w Vík í Mýrdal) – islandzki polityk Partii Postępu, od 2003 roku oraz ministrem przemysłu, energii i turystyki od 10 maja 2009.